# 폴 그린 (극작가)

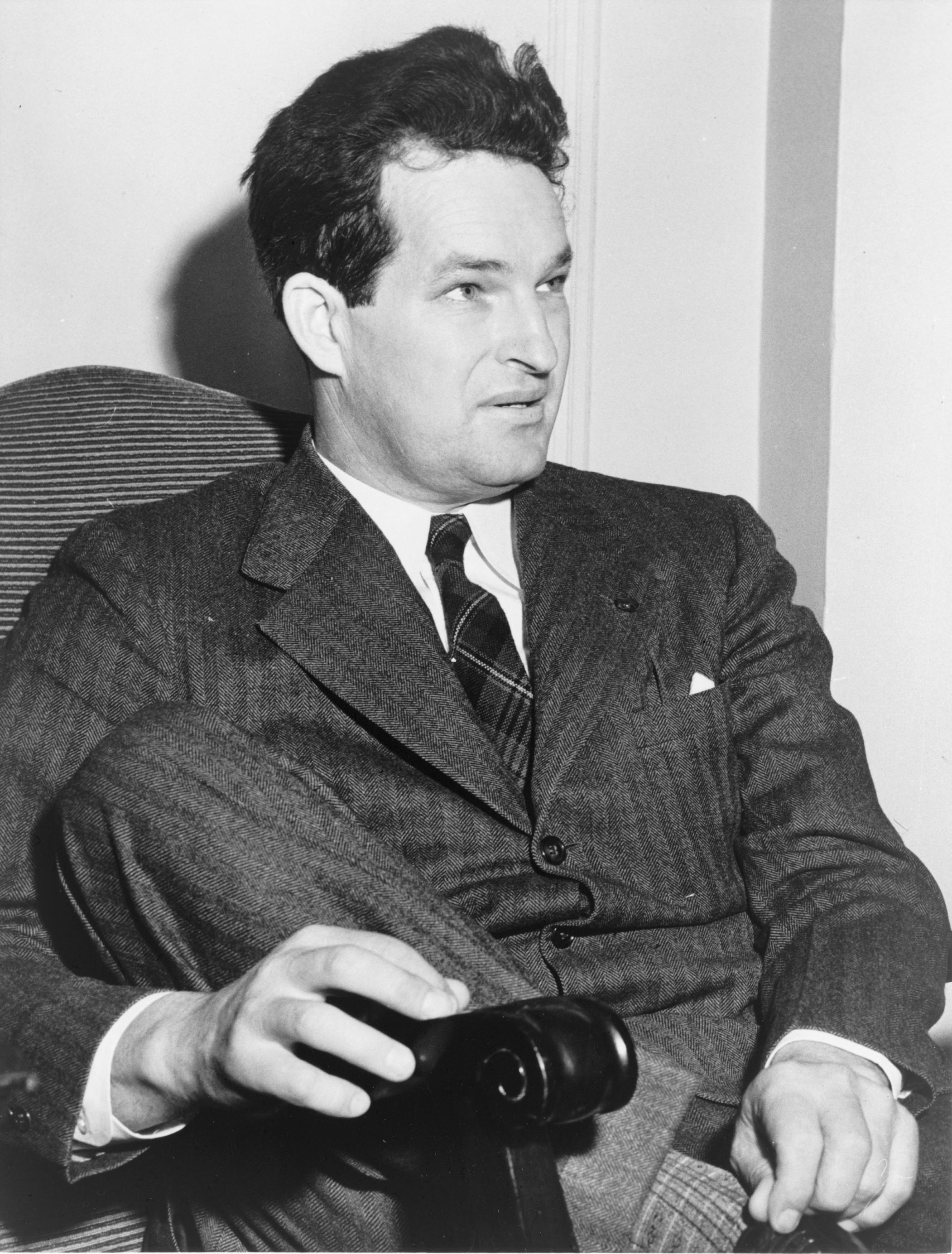

폴 그린(Paul Eliot Green, 1894년 3월 17일 ~ 1981년 5월 4일)은 미국의 극작가인 동시에 교수로서도 유명하다.
오랫동안 노스캐롤라이나에 정주하고 있던 관계로 흑인 문제를 취급한 초기의 1막물에서 장막물(長幕物)로, 그리고 일반사회문제를 주제로 한 브로드웨이 작품을, 그리고 후기에는 '심포닉 플레이'를 제창하여 미국의 역사적 사건을 그 현지에서 야외극으로 상연, 다수의 관객과 함께 다이내믹한 감명을 체험하는 시도를 계속해 왔다. 그의 대표작은 흑인 자녀의 교육문제를 다룬 <아브라함의 가슴에>(1926) 남부의 농촌을 소재로 한 <코넬리의 집>(1931), '심포닉 플레이'의 선구작 <조니 존슨>(1936)이다.